# Säkerhetsräl

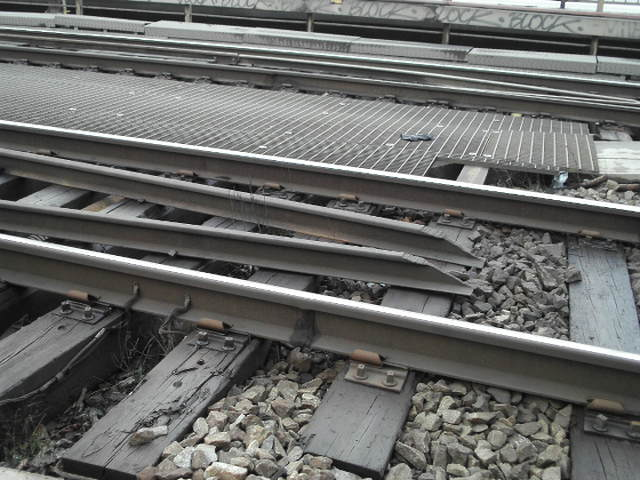
Säkerhetsräl

Säkerhetsräler eller skyddsräler är räler som ligger strax innanför de ordinarie rälerna med syfte att försöka hålla kvar urspårade järnvägshjul på banvallen. De används på utsatta ställen av ett järnvägsspår, såsom broar och tunnlar, där det är speciellt allvarligt om urspårade vagnar välter ned från banvallen. Skyddsrälerna har oftast klenare dimensioner än de ordinarie rälerna.